# Peller Anna
Peller Anna (Budapest, 1980. október 19. –) magyar színésznő, énekesnő, szinkronszínész.

## Életpályája
Már iskolásként elkezdett énekelni és szavalni. Érettségi után két évig a Gór Nagy Mária Színitanodájába járt, majd felvételt nyert a Színház- és Filmművészeti Egyetem operett-musical szakára, Kerényi Imre osztályába és 2005-ben kapott diplomát. A 2005/2006-os évadban a Szolnoki Szigligeti Színház tagja volt, de játszott még Békéscsabán és Budapesten is. A 2006/2007-es évadtól az Operettszínház tagja. Sokat foglalkoztatott szinkronszínész.

### Családja
Húga Peller Mariann műsorvezető. Férje Lukács Miklós volt, 2023 márciusában jelentették be, hogy 14 év házasság után elválnak. Lányuk Annabella.

## Filmszerepei
- Broadway Szilveszter (TV-műsor) közreműködő
- Barátok közt (színes, magyar filmsorozat, 2011–2012, 2013, 2016) (5737.-6174., 6294., 6349.-6354., 8012.) (tévéfilm) Juhász Gabi
- Bakkermann (színes, magyar vígjáték, 2008) Natasa
- Ördögölő Józsiás (színes, színházi felvétel a Budapesti Operettszínházból, 2013) színész
- A mi kis falunk (vígjáték, magyar sorozat, 2022-) Dr. Kalmár Zsófia
- A Séf meg a többiek (vígjáték, magyar sorozat, 2022) Fiatal női vendég

## Színházi szerepei
- A kaukázusi krétakör – Gruse (bemutató: 2011. december 2. Budapesti Operettszínház)
- A Kuplé-király – szereplő (bemutató: 2005. október 23. Spinoza Színház)
- A víg özvegy – Sylviane, Bogdanovics felesége (bemutató: 2007. december 13. Budapesti Operettszínház)
- Abigél – Torma Piroska (bemutató: 2008. március 27. Budapesti Operettszínház)
- Álarcosbál – színész (bemutató: 2006. január 6. Szigligeti Színház)
- Apácák – Mária Regina (bemutató: 2004. november 5. Színház- és Filmművészeti Egyetem (Ódry Színpad))
- Az eltűnt idő nyomában – Nápoly királynője (bemutató: 2006. március 10. Szigligeti Színház) színész
- Balfácánt vacsorára! – Marléne (bemutató: 2005. november 11. Szigligeti Színház) színész
- CAROUSEL – Liliom – Carrie Pipperidge  (bemutató: Budapesti Operettszínház)
- Chicago – Roxie Hart (bemutató: 2006. április 21. Szigligeti Színház) színész
- Cigányszerelem – Jolán, Dragoján unokahúga (bemutató: 2011. október 20. Budapesti Operettszínház)
- Csókos asszony – Rica-Maca (bemutató: 2006. október 19. Thália Színház)
- Démonológia – Cristine 1. /Amanda Hammer/ (bemutató: 2007. május 13. Centrál Színház) színész
- Egy szenvedélyes Szentivánéj! – közreműködő (bemutató: Budapesti Operettszínház)
- Én és a kisöcsém – Vadász Frici (bemutató: Színház- és Filmművészeti Egyetem (Ódry Színpad))
- Én és a kisöcsém – Vadász Frici (bemutató: 2006. március 24. Körúti Színház) színész (2006 – 2009)
- Én és a kisöcsém – Vadász Frici (bemutató: 2015. március 13. Budapesti Operettszínház)
- Ez Operett!-Kettecskén – közreműködő (bemutató: 2011. szeptember 26. Budapesti Operettszínház)
- Ghost – Oda Mae Brown (bemutató: 2013. május 31. Budapesti Operettszínház)
- Hair – Sheila (bemutató: 2010. augusztus 13. Szegedi Szabadtéri Játékok – Dóm tér) színész
- Hegedűs a háztetőn – Golde (bemutató: 2004. szeptember 20. Színház- és Filmművészeti Egyetem (Ódry Színpad))
- Helló! Igen?! (Hello Again!) – A nővér (bemutató: 2004. április 30. Budapesti Operettszínház)
- Huszka Jubileumi Gála – közreműködő (bemutató: Budapesti Operettszínház)
- Impro és Kontra – közreműködő (bemutató: IMPRÓ (Momentán Társulat))
- János vitéz – további szereplő (bemutató: 2004. március 13. Pesti Színház)
- Jövőre, veled, itt – Doris (bemutató: 2005. december 9. Budapesti Operettszínház- Raktárszínház)
- Képzelt riport egy amerikai popfesztiválról – Beverly (bemutató: 2005. január 28. Szigligeti Színház) színész
- Kokainfutár – Maria Kroll, Xantippe ismerőse, és a nagyvilág (bemutató: 2003. december 8. Színház- és Filmművészeti Egyetem (Ódry Színpad))
- Koldusopera – Kocsma Jenny (bemutató: 2010. december 3. Thália Színház)
- Legénytoll – közreműködő (bemutató: Spinoza Színház)
- Made in Broadway – közreműködő (bemutató: Fészek Művészklub)
- Marica grófnő – Lisa (bemutató: 2007. július 21. Szegedi Szabadtéri Játékok – Dóm tér)
- Mise – közreműködő (bemutató: Művészetek Palotája) ének
- Miss Saigon – Ellen (bemutató: Színház- és Filmművészeti Egyetem (Ódry Színpad))
- Mission IMPROssible? – közreműködő (bemutató: Budapesti Operettszínház)
- Musical est – közreműködő (bemutató: 2004. július 31. Színház- és Filmművészeti Egyetem (Ódry Színpad))
- Musical est – közreműködő (bemutató: 2005. július 30. Zsámbéki Színházi és Művészeti Bázis)
- Musical plusz – közreműködő (bemutató: Kőbányai Kulturális Központ)
- Nine (Kilenc) – Carla Albanese (bemutató: 2005. október 7. Békéscsabai Jókai Színház) színész
- On Broadway – közreműködő (bemutató: M'art)
- Ördögölő Józsiás – Dilló, tündér (bemutató: 2013. március 30. Budapesti Operettszínház)
- Párizsi élet – Juliette Verdun, Karadek grófnő unokahúga (bemutató: 2007. február 22. Budapesti Operettszínház)
- Rebecca-A Manderley-ház asszonya -Mrs. Van Hopper (bemutató: 2010. március 19. Budapesti Operettszínház)
- Rudolf – Larisch grófnő (bemutató: 2006. május 26. Budapesti Operettszínház)
- Szentivánéji álom – Heléna (bemutató: Budapesti Operettszínház)
- Szép nyári nap – Margó, Juli barátnője (bemutató: 2009. július 15. Budapesti Operettszínház)
- Viktória (operett) – Riquette, Viktória szobalánya (bemutató: 2013. január 25. Budapesti Operettszínház)
- Mágnás Miska (operett) – Marcsa, mosogatólány (bemutató: 2015. szeptember 18. Budapesti Operettszínház)
- Lévay Szilveszter-Michael Kunze – Marie Antoinette, Rose Bertin (bemutató: 2016. március 4. Budapesti Operettszínház)
- Nők az idegösszeomlás szélén – Peppa (bemutató: 2016. május 20. Átrium, Budapesti Operettszínház)
- Szeretni bolondulásig –  Egy FÉNYES est – közreműködő (bemutató: 2017. Kálmán Imre Teátrum)
- A Macskadémon – Orsi (bemutató: 2018. március 16. Kálmán Imre Teátrum)
- Apáca Show – Deloris Van Cartier (bemutató: 2018. augusztus 10. Szegedi Szabadtéri Játékok, Budapesti Operettszínház)
- Carousel  - Liliom – Carrie Pipperidge (bemutatóː 2019, Budapesti Operettszínház)
- La Mancha lovagja – Aldonza (bemutatóː 2020, Budapesti Operettszínház)
- Rozsda Lovag és Fránya Frida – Fránya Frida (bemutatóː 2021, Budapesti Operettszínház)
- Nine – Sarraghina - prostituált (bemutatóː 2021, Budapesti Operettszínház)
- Veszedelmes viszonyok – Merteuil márkiné (bemutatóː 2022, Budapesti Operettszínház)
- Aranyoskám – Julie (bemutatóː 2022, Madách Színház)
- Six musical - Seymour Johanna (bemutató: 2023, Madách Színház)
- Monte Cristo grófja - Pacalio (bemutató: 2023, Budapesti Operettszínház)
- Carmen - Inez (bemutató: 2024, Budapesti Operettszínház)
- Les Misérables - A nyomorultak - Thénardierné (bemutató: 2024, Madách Színház)

## Szinkronszerepei
- A házasság buktatói: Melisa Tercan – Sinem Uslu
- A káprázatos Mrs. Maisel: Susie Myerson – Alex Borstein
- A Mandalóri: Shuggoth – Joanna Bennett (megformáló) Christine Adams (hang)
- A szerelem foglyai: Milagros Santos de Salvatierra – Gabriela Roel (2. hang)
- Firka Villa: Foxxy Love
- Szerelemben, háborúban: Valentina Verjenskaya – Seda Güven
- Szerelem kiadó: Yasemin Kayalar – Sinem Öztürk
- Seherezádé: Bennu Ataman – Ceyda Düvenci
- Szulejmán: Sah szultána – Deniz Çakır
- Modern család: Gloria Pritchett – Sofía Vergara
- Amerikai Horror Story – Sarah Paulson
- Shameless – Szégyentelenek – Shanola Hampton – Veronica Fisher
- Mint egy főnök - Mia Carter - Tiffany Haddish
- Élete a halál: Alexa Crowe – Lucy Lawless
- Fuss: Diane Sherman – Sarah Paulson
- A Lármás család: A film: Morag - Michelle Gomez
- Wednesday: Larissa Weems – Gwendoline Christie
- Bluey - Pásztor Szimat (Chili Heeler) - Melanie Zanetti
- Raya es az utolso sarkany - Sisu Awkwafina
- Encanto - Pepa Madrigal Carolina Gaitan
- Vad Buck jegkorszaki kalandjai - Ze Justina Machado
- A rosszfiuk - Misty Luggins Alex Borstein
- Volt egyszer egy studio - Sisu Awkwafina
- Szívem tiéd - Lizabeth Scott -Glenda Markle

## Hanghordozók
1. ↑  Peller Anna és Lukács Miklós a Facebookon jelentették be, hogy válnak (magyar nyelven). index.hu, 2023. március 21. (Hozzáférés: 2023. március 21.)

- Kocsák Tibor - Bródy János: Képmutatók (Megjelenés dátuma: 2024. október 18.)
- Hosszú az éjszaka! – Eisemann Mihály slágerei (Megjelenés dátuma: 2020)
- Zerkovitz Béla: Csókos asszony – Rica-Maca (Megjelenés dátuma: 2013. szeptember 4.)
- Ábrahám Pál: Viktória – Riquette (Megjelenés dátuma: 2013. október 30.)
- Szakcsi Lakatos Béla: Szentivánéji álom (Megjelenés dátuma: 2013. július 24.)
- Peller Károly- Ez Operett- Kettecskén (Megjelenés dátuma: 2011)
- Musical legendák (Megjelenés dátuma: 2010. október 18.)
- Szép nyári nap musical CD (Megjelenés dátuma: 2009)
- Peller Károly – Ez Operett (Megjelenés dátuma: 2009)
- Kocsák Tibor- Miklós Tibor: Abigél – Torma Piroska (Megjelenés dátuma: 2008. május)

## Díjai
- Kazinczy-érem (2000, Győr)
- Bársony Rózsi Emlékgyűrű (2008)
- Csillag-díj: Az évad női főszereplője – Ghost musical (2012/2013-as évad)